# Ctypansa declinata
Ctypansa declinata är en fjärilsart som beskrevs av Heinrich Benno Möschler 1880. Ctypansa declinata ingår i släktet Ctypansa och familjen nattflyn. Inga underarter finns listade i Catalogue of Life.